# یرفی
یرفی (به ترکی آذربایجانی: Yerfi) یک منطقه مسکونی در جمهوری آذربایجان است که در شهرستان قوبا واقع شده است. یرفی ۹۴۰ نفر جمعیت دارد.